# Glen Sword
Glen Sword (* 10. November 1967 in Liverpool) ist ein ehemaliger britischer Radrennfahrer.

## Sportliche Laufbahn
Sword (auch Glenn Sword) war Bahnradsportler und Teilnehmer der Olympischen Sommerspiele 1988 in Los Angeles. In der Mannschaftsverfolgung schied der britische Vierer mit Chris Boardman, Robert Coull, Simon Lillistone und Glen Sword in den Vorläufen aus.
1992 startete er bei den Olympischen Sommerspielen in Barcelona. In der  Mannschaftsverfolgung wurden Chris Boardman, Paul Jennings, Bryan Steel und Glen Sword auf dem 5. Rang klassiert. Bei den Commonwealth Games 1990 holte er eine Bronzemedaille in der Mannschaftsverfolgung.